# سرخة كمران
سرخة كمران هي قرية في مقاطعة خدا أفرين، إيران. عدد سكان هذه القرية هو 38 في سنة 2006.